# Pavle Jurina
Pavle "Pavo" Jurina (Našice, 2 de gener de 1954 – 2 de desembre de 2011), fou un exjugador d'handbol iugoslau, que va participar en els Jocs Olímpics d'Estiu de 1980 i en els Jocs Olímpics d'Estiu de 1984,
A Moscou 1980 formà part de l'equip iugoslau que acabà en sisè lloc a l'olimpíada. Hi va jugar tots sis partits, i hi marcà trenta-tres gols.
Quatre anys més tard, a Los Angeles 1984, formà part de la selecció iugoslava que va guanyar la medalla d'or. Hi va jugar tots sis partits, i marcà cinc gols.